# Sancy (Meurthe-et-Moselle)
Sancy település Franciaországban, Meurthe-et-Moselle megyében. Lakosainak száma 363 fő (2022. január 1.). Sancy Boulange, Fontoy, Lommerange, Anderny, Audun-le-Roman, Beuvillers, Trieux és Tucquegnieux községekkel határos.

## Népesség
A település népessége az elmúlt években az alábbi módon változott:
| Lakosok száma | 390  | 353  | 327  | 345  | 358  | 333  | 318  | 315  | 335  | 363  |
|               | 1968 | 1982 | 1990 | 2006 | 2013 | 2015 | 2017 | 2019 | 2020 | 2022 |